# Yamaha XV 1900 A Midnight Star
Die Yamaha XV 1900 A Midnight Star ist ein Motorradmodell des japanischen Motorradherstellers Yamaha und war von 2006 bis 2016 auf dem Markt. Der 2-Zylinder-V-Motor der XV 1900 A ist bis heute der hubraumstärkste in einem Großserienmotorrad verbaute luftgekühlte Zweizylindermotor der Welt.

## Modellpflege
Die Yamaha XV 1900 A wurde von ihrer Markteinführung 2006 bis zu ihrem Produktionsende 2016, abgesehen von optischen Änderungen (farblich variierende Abstimmungen), nahezu unverändert gebaut. Ab Modelljahr 2011 wurde die XV 1900 A mit einer Kombibremse (UBS) ausgerüstet. Diese sorgt dafür, dass beim Betätigen des Fußbremshebels auch die Bremsen des Vorderrades aktiviert werden. Seit dem Modelljahr 2013 wurde die XV 1900 A mit einer Anti-Hopping-Kupplung (Rutschkupplung) ausgestattet. ABS gab es jedoch bis zum Produktionsende weder serienmäßig noch optional.
Auf dem US-Markt wurde die Yamaha XV 1900 A Midnight Star als Star Roadliner (Standardversion) und Star Stratoliner (serienmäßig mit Scheibe, Sissybar und Koffer) mit 11 % mehr Leistung (100 PS) angeboten. Die wesentlichen Unterschiede zur EU-Version sind: Größere Öffnung für den Luftfilter, größeres Auspuffendrohr, auch zweifarbige Lackierungen und automatische Blinkerrückstellung. Dafür fehlen Wegfahrsperre, Warnblinkfunktion und das Standlicht im Scheinwerfer.

## Charakteristik
Die XV1900A Midnight Star ist ein Cruiser mit angenehmer Laufruhe. Zwei Ausgleichwellen  reduzieren die Vibrationen. Sie hat ein variables Auspuffventil (EXUP System), das den Querschnitt des Auspuffs an die Drehzahl des Motors anpasst, wodurch sich der Wirkungsgrad des Motors im unteren und mittleren Drehzahlbereich erhöht. Weitere Besonderheiten sind die geschmiedeten Kolben, Vierventilzylinderköpfe, Doppelzündung und die hydraulisch betätigte Kupplung. Die Radlastverteilung von 49,6 % vorn und 50,4 % hinten ist dem Verhältnis bei einem Supersportler ähnlich und verleiht der XV1900 ein gutes Handling.

## Technische Daten
|                       | Modell XV1900                                                     |
| --------------------- | ----------------------------------------------------------------- |
| Motor                 | Viertaktmotor, luftgekühlter 48-Grad-V2-Motor OHV-Ventilsteuerung |
| Ventile pro Zylinder  | 4                                                                 |
| Kühlsystem            | luftgekühlt                                                       |
| Leistung              | 66 kW (90 PS) bei 4750 min−1                                      |
| Drehmoment            | 155 Nm bei 2500 min−1                                             |
| Hubraum               | 1854 cm³                                                          |
| Höchstgeschwindigkeit | 190 km/h                                                          |
| Verbrauch             | 4,8 l Super Bleifrei 95 ROZ auf 100 km                            |
| Beschleunigung        | 0–100 in 4,6 Sek.                                                 |
| Verdichtung           | 9,5:1                                                             |
| Bohrung × Hub         | 100 mm × 118 mm                                                   |
| Gemischaufbereitung   | elektronische Benzineinspritzung                                  |
| Abgasregelung         | 3-Wege-Katalysator                                                |
| Startsystem           | Elektrostarter                                                    |
| Zündung               | Digitale Transistor-Kennfeldzündung                               |
| Kupplung              | Mehrscheiben-Ölbadkupplung                                        |
| Getriebe              | 5-Gang                                                            |
| Sekundärantrieb       | Zahnriemen                                                        |
| Rahmenbauart          | Aluminium Doppelschleifen-Rahmen                                  |
| Nachlauf              | 152 mm                                                            |
| Lenkkopfwinkel        | 58,8 Grad                                                         |
| Federung vorn         | Teleskopgabel 46 mm Ø                                             |
| Federweg vorn         | 130 mm                                                            |
| Federung hinten       | Zentralfederbein                                                  |
| Federweg hinten       | 152 mm                                                            |
| Bremse vorn           | 2 Scheiben, 4 Kolben (Festsattel), 298 mm Ø                       |
| Bremse hinten         | 1 Scheibe, 2 Kolben (Schwimmsattel), 320 mm Ø                     |
| Reifen vorn           | 130/70 R18 M/C 63H                                                |
| Reifen hinten         | 190/60 R17 M/C 78H                                                |
| Länge                 | 2580 mm                                                           |
| Höhe                  | 1105 mm                                                           |
| Breite                | 1055 mm                                                           |
| Sitzhöhe              | 705 mm                                                            |
| Radstand              | 1715 mm                                                           |
| Leergewicht           | 347 kg                                                            |
| zul. Gesamtgewicht    | 550 kg                                                            |
| Tankinhalt            | 17 l                                                              |
| Reserve               | 3 l                                                               |
| Öl                    | 4,9 l SAE 20 W 40 API Service SE, SF, SG oder höher               |